# زواج مرغنطي

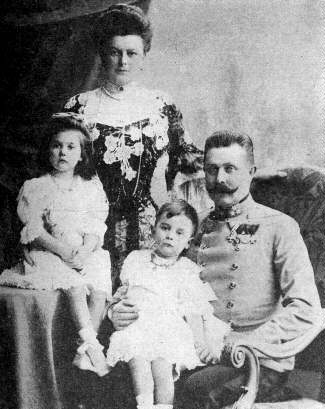

الزواج المرغنطي (Morganatic marriage) في سياق السلالات الملكية الأوروبي، هو زواج بين الناس من رتبتين اجتماعيتن غير متكافئتين، مما يمنع مرور ألقاب وامتيازات الزوج إلى الزوجة وأية أبناء يولدون من هذا الزواج. كما يعرف بالزواج الأعسر لأنه في حفل زفاف يمسك العريس يد عروسه اليمنى بيده اليسرى بدلاً يـُمناه.
عموماً، هو زواج بين رجل ولد في طبقة راقية (مثل الملكية أو العائلة الحاكمة)، من امرأة من حالة أقل (مثل غير الملكية أو عائلة غير حاكمة أو بمهنة تعتبر تقليدياً حالة دنيا). ليس للعروس ولا لأي ابن من الزواج أن يطالب بألقاب العريس، أو حقوقه، أو الممتلكات المترتبة على ذلك. في حين تعتبر الأبناء شرعيين، وينطبق حظر تعدد الزوجات. تنويعات من هذا النوع من الزواج مورس في سلالات غير أوروبية، مثل العائلة المالكة في تايلند والمغول متعددي الزوجات زواج مرغنطي مع زوجاتهم غير الأساسيات، وأسر أخرى في أفريقيا وآسيا. ومن الممكن أيضا للمرأة أن تتزوج من رجل أقل رتبة مرغنطياً.

## الأصل اللغوي
المصطلح مرغنطي مأخوذ عن الإنجليزية (بالإنجليزية: Morganatic)‏ الذي كان مستخدما في 1727 (بحسب قاموس أكسفرد الإنجليزي)، وهو مشتق من لفظة morganaticus اللاتينية القروسطية، من التعبير matrimonium ad morganaticam باللاتينية المتأخرة ويستخدم للإشارة لهدية يقدمها العريس للعروس في الصباح التالي ليوم الزفاف تسمى (بالإنجليزية: dower)‏. المصطلح اللاتيني، مطابقا على مصطلح جرماني، تم تبنيه من مصطلح جراماني، morgengeba (قارن مع الإنجليزية المبكرة morgengifu، الألماني morgengabe, الدنماركي وبوكمول النرويجي morgengave، نينوشك (النرويجية الجديدة) Morgongåve والسويدية Morgongåva). المعنى الحرفي مفسرة منذ القرن السادس عشر بفقرة إقتبسها دو كانج: «زواج لا حق فيه للزوجة أو للأبناء الذين قد يولدو لحصة في ممتلكات الزوج أبعد من 'هدية الصباح'».
يعطي معجم-المخاطبة مايرز لعام 1888 أصل لغوي للمصطلح الألماني Morganitische Ehe كتركيب من morgjan القوطية القديمة، بمعنى يحد، مسببا إياها بالهدايا المحددة من العريس للعروس في مثل هذه الزيجات والهدية الصباحية المذكورة. Morgen بالألمانية تعني «صباح» بينما الكلمة اللاتينية هي matutinus.